# 덱스터 블랙스톡
덱스터 앤서니 티투스 블랙스톡(영어: Dexter Anthony Titus Blackstock, 1986년 5월 20일 ~ )는 앤티가 바부다의 전 축구 선수이다.